# NGC 3683
NGC 3683 (również PGC 35249 lub UGC 6458) – galaktyka spiralna z poprzeczką (SBc), znajdująca się w gwiazdozbiorze Wielkiej Niedźwiedzicy. Odkrył ją William Herschel 18 marca 1790 roku.
W galaktyce tej zaobserwowano supernową SN 2004C.